# Медресе Ёши Узокбек
Медресе Ёши Узокбек (узб. Yoshi Uzoqbek madrasasi) — утраченное здание медресе в Бухаре (Узбекистан), построенное в XVIII веке во время правления бухарского эмира Насрулла.

## История
Медресе Ёши Узокбек было построено в районе Койи миргкаш Ёши Узокбеком во время правления бухарского эмира Насрулла. Ёши Узокбек был сыном Мухаммада Амина Точибоши, который был одним из влиятельных деятелей Бухарского эмирата. Мухаммад Амин служил начальником артиллерии во время правления эмира Шахмурада и эмира Хайдара. Ёши Узокбек также как отец работал во дворце Бухарского эмирата. Он сыграл важную роль в политической жизни страны во время правления эмира Насрулла. Он участвовал в военных походах эмира Насруллы.
Исследователь исламской архитектуры Бухары Абдусаттор Джуманазаров, изучив ряд учредительных документов, касающихся медресе, собрал некоторые сведения об истории медресе. В частности, в одном вакфном документе сказано, что Шокиржон ибн Махмуд Чиннифуруш, в 1873—1874 годах пожертвовал в пользу медресе часть своего имущества, а именно несколько магазинов недалеко от своего дома. Помимо этого, найдено ещё два вакфных документа. В этих документах упоминаются имена многих учителей, преподававших в медресе. Например, зарплата муллы Абдуваджидходжи составляла 45 золотых монет, а зарплата муллы Бокира — 25 золотых монет таньга. А также предоставлена информация о студентах, обучавшихся в медресе.
Медресе было разрушено ещё до прихода советской власти. Садри Зиё писал, что в медресе Ёши Узокбека было 15 комнат. Медресе построено в среднеазиатском архитектурном стиле с использованием традиционных материалов.